# Gra o tron (singel)
Gra o tron – singel polskich raperów Kizo i Żabsona z albumu studyjnego Posejdon. Singel został wydany 13 listopada 2020 roku. Tekst utworu został napisany przez Patryka Wozińskiego i Mateusza Zawistowskiego.
Nagranie otrzymało w Polsce status złotej płyty w 2021 roku.
Singel zdobył ponad 3 miliony wyświetleń w serwisie YouTube (2023) oraz ponad 3 miliony odsłuchań w serwisie Spotify (2023).

## Nagrywanie
Utwór został wyprodukowany przez 808bros. Za mix/mastering utworu odpowiada EnZU. Tekst do utworu został napisany przez Patryka Wozińskiego i Mateusza Zawistowskiego.

## Twórcy
- Kizo, Żabson – słowa[1]
- Patryk Woziński, Mateusz Zawistowski – tekst[1][2]
- 808bros – produkcja[1]
- EnZU – mix/mastering[1][2]

## Certyfikaty
| Kraj          | Certyfikat  |
| ------------- | ----------- |
| Polska (ZPAV) | złota płyta |